# Камартино (Потенца)
Камартино (итал. Cammartino) је насеље у Италији у округу Потенца, региону Базиликата.
Према процени из 2011. у насељу је живело 160 становника. Насеље се налази на надморској висини од 551 м.